# Kremeș, Lokaci
Kremeș (în ucraineană Кремеш) este un sat în comuna Zaiaciîți din raionul Lokaci, regiunea Volînia, Ucraina.

## Demografie
Componența lingvistică a localității Kremeș
     Ucraineană (100%)
Conform recensământului din 2001, toată populația localității Kremeș era vorbitoare de ucraineană (100%).